# Tempuran (Bringin)
Tempuran is een bestuurslaag in het regentschap Semarang van de provincie Midden-Java, Indonesië. Tempuran telt 1871 inwoners (volkstelling 2010).